# Psophus
Psophus is een geslacht van rechtvleugeligen uit de familie veldsprinkhanen (Acrididae). De wetenschappelijke naam van dit geslacht is voor het eerst geldig gepubliceerd in 1853 door Fieber.

## Soorten
Het geslacht Psophus  is monotypisch en omvat slechts de volgende soort:
- Psophus stridulus (Linnaeus, 1758)